# Faldskærm
En faldskærm er en anordning, der skal bremse en genstands eller et menneskes faldhastighed ved udkast eller udspring fra et luftfartøj. Faldskærme har almindeligvis været fremstillet af silke, bomuld eller nylon, der ofte blev belagt med silikone af hensyn til stabilitet og holdbarhed.
De nyere firkantede faldskærme, der er opbygget efter samme aerodynamiske principper som en flyvinge, er fremstillet af kunstoffer som for eksempel Dacron og Aramid.
Faldskærmen består normalt af tre bestanddele:
- en lille pilotskærm, der udløser faldskærmen
- diagonale liner, der fra faldskærmen er samlet i et seletøj
- en udløsermekanisme der er pakket i et hylster og fæstet ved seletøjet

Ved udspringet kan udløsermekanismen enten aktiveres ved en staticline, der er fastgjort til luftfartøjet, udløses manuelt af udspringeren, eller udløses automatisk ved hjælp af en mekanisk eller elektronisk anordning, der er indstillet til at træde i funktion ved en forudbestemt højde.
Tidligere var faldskærmene runde og kuppelformede. De havde stærkt begrænsede muligheder for styring, og faldt næsten lodret ned. Dagens moderne, firkantede faldskærme der er opbygget af celler, som fyldes med luft, flyver fremad mens de daler mod jorden, og giver udspringeren mulighed for meget præcis kontrol og styring. Faldskærme benyttes militært, videnskabeligt og civilt.
Ordet faldskærm er en fordanskning af det tyske Fallschirm.

## Anvendelse

### I krigens tjeneste
Faldskærmen har især fundet militær anvendelse. Under den første verdenskrig anbragte man observatører på store observationsballoner, der med liner var fasttøjrede enten til jorden eller til et skib. Fyldt med brint var det en farlig arbejdsplads, og samtidigt et taknemmeligt mål for fjendtlige flyangreb. For hurtigt at kunne komme væk i tilfælde af angreb, var observatørerne udstyret med faldskærme, så de kunne bringe sig i sikkerhed ved at hoppe. Det var så op til andet personel at få ballonerne ned, inden de fjendtlige fly kunne skyde dem ned.
Ententemagternes piloter under første verdenskrig måtte ikke bære faldskærme under sine angreb og togter. Man mente, at besiddelsen af en faldskærm ville medføre, at piloterne ikke kastede sig helhjertede ind i kampene mod de tyske fly, men i stedet ville springe ud med faldskærmen og søge sikkerhed, hvis kampene i luften blev for voldsomme. Når et af ententemagternes fly blev ramt og styrtede mod jorden, måtte piloten derfor enten følge sit fly, selv hoppe i døden fra stor højde, eller som en sidste udvej skyde sig med sin tjenestepistol. De tyske flystyrker blev i 1918 de første, der som standard udstyrede sine piloter med faldskærme.
Mod slutningen af første verdenskrig arbejdede den amerikanske brigadegeneral, William Billy Mitchell, med planer om at nedkaste soldater fra United States 1st Infantry Division bag de tyske linjer ved Metz. Krigen sluttede dog, inden planlægningen var fuldført, og missionen blev derfor aldrig til noget. I Italien opbyggede man sidst i 1920'erne de første regulære faldskærmstropper. Man skabte to elitedivisioner, Folgore og Nembo. I 1943 blev udvalgte soldater fra de to divisioner brugt ved militære aktioner i Nordafrika. I 1945 udførte de sabotageaktioner i det nordlige Italien som No 1 Italian Special Air Service Regiment under engelsk kommando.
Op gennem 1930'erne grundlagde det tyske Luftwaffe sit kommende luftherredømme. Under ledelse af general Kurt Student, opbyggede man de første luftbårne angrebsstyrker, der ved hjælp at faldskærme effektivt kunne landsættes sammen med krigsmateriel og våben fra transportfly og glideplaner over fjendtligt område. Værdien af disse luftbårne tropper så man i begyndelsen af 2. verdenskrig, hvor Kurt Students faldskærmstropper fra den 7. faldskærmsdivision blev anvendt i 1940 i Danmark, Norge, Belgien og Holland. Historiens første anvendelse af faldskærmstropper fandt sted den 9. april i Danmark hvor tyske faldskærmssoldater blev nedkastet over Aalborg for at indtage lufthavnen, der skulle benyttes af Luftwaffe i forbindelse med angrebet på Norge. Faldskærmstropper blev ligeledes nedkastet over Masnedø, hvorfra de skulle sikre sig kontrollen over Storstrømsbroen, der forbinder Falster med Sjælland. 
Men også de allierede benyttede faldskærmen i krigsføringen. Ved de Allieredes invasion i Normandiet på D-dagen blev luftbårne styrker kastet ud med faldskærm bag de tyske linjer. En anden kendt aktion hvor faldskærmstropper blev benyttet i stor stil, var i forbindelse med Operation Market Garden, måske bedre kendt som Slaget ved Arnhem, i Holland. Faldskærmen blev også benyttet ved nedkastning af bl.a. materiel og forsyninger bag fjendtlige linjer, og i både jagerfly og bombefly var de nu blevet en del af piloternes og det øvrige mandskabs sikkerhedsudstyr. Modstandsbevægelserne i de okkuperede lande modtog våben og materiel i beholdere, der blev nedkastet med faldskærm fra fly. Ofte fandt disse skærme, lavet af det eftertragtede silke, efterfølgende anvendelse til beklædning. Den danske modstandsgruppe, Hvidstengruppen, modtog våben, ammunition og sprængstoffer, der blev nedkastet fra engelske fly. Disse illegale forsendelser blev så fordelt til lokale modstandsgrupper over det meste af Jylland.
Atombomberne, som blev kastet over Hiroshima og Nagasaki i slutfasen af anden verdenskrig, dalede mod deres mål i hver sin faldskærm.
I nyere tid er faldskærmstropper bl.a. blevet benyttet den 19. oktober 2001, under Operation Enduring Freedom, hvor tropper fra det amerikanske 3rd Ranger Battalion blev kastet ud over Afghanistan for at sikre en lufthavn. Og den 26. marts 2003, blev tropper fra det amerikanske 173rd Airborne Brigade kastet ud over det nordlige Irak. Også her skulle soldaterne tage kontrol over en lufthavn. Denne gang som et led i invasionen af Irak.

### I rumforskningen
I rumforskningen har faldskærme været benyttet ved landsætning af videnskabeligt udstyr på bl.a. planeten Mars og ved nedkastning af videnskabeligt måleudstyr på andre af solsystemets himmellegemer, der har en atmosfære, som kan give skærmen modstand.
Rumsonden Cassini medbragte et landingsfartøj, Huygens, som den 14. januar 2005, blev landsat på Saturns måne, Titan, ved hjælp af en faldskærm.
Den amerikanske rumfartsorganisation, NASA, benyttede tidligere faldskærme, når bemandede rumfartøjer i Mercury-, Gemini- og Apollo-programmerne returnerede til Jorden efter endt mission.
De russiske rumfartøjer bruger stadig faldskærme ved tilbagekomsten til Jorden, mens de amerikanske rumfærger i dag lander som et fly på en landingsbane, og derefter bremses ved hjælp af store bremseskærme, der er en variant af den traditionelle runde faldskærm.

### Sport og fritid
Faldskærmen har også givet anledning til sportsbrug, hvor der især dystes i disciplinerne:
- Formationsspring, hvor der udføres spring fra stor højde, hvorefter et hold af udspringere enten skal lave så mange forskellige formationer som muligt eller bygge så store formationer som muligt
- Freefly, hvor udspringerne med høj fart skal falde enten headdown eller standup i forhold til hinanden efter givne regler
- Freestyle, hvor man springer i tomandshold bestående af en performer og en fotograf. Performeren skal lave så flotte bevægelser, moves, som muligt. Fotografens opgave er så, at filme springet til efterfølgende bedømmelse.
- Præcisionsspring (Classic- & Speed-Præcision), der handler om, at fra stor højde, 700 – 1.000 m, lande på en måltavle på jorden.

Der findes mange andre udspringsdiscipliner, bl.a. Swoop, Skysurf og Wingsuit. Blandt de mere ekstreme sportsspring finder man BASE jumping, (Buildings, Antennas, Span, Earth), der er betegnelsen for udspring med faldskærm fra høje bygninger eller master i større byer samt fra specielt egnede bjerge og ved dybe kløfter.

## Faldskærmen i historien
Den tidligste bevarede tekst man har kendskab til, hvor der omtales en slags faldskærm, stammer fra Kina ca. år 90 f.Kr.. Den samtidige kinesiske historiker, Ssuma Ch'ien, fortæller her historien om den legendariske Kejser Shun, som må flygte fra sin rasende far, der vil slå ham ihjel. Shun søger tilflugt i et højt kornmagasin, som hans far imidlertid sætter ild til for at dræbe ham. Men Shun binder snarrådigt et større antal kinesiske stråhatte sammen, og med dem som faldskærm springer han ud fra tårnet, og redder sig i sikkerhed. I en tilføjelse fra det 8. århundrede skriver en anden kinesisk historiker, også ved navn Ssuma Ch'ien, at hattene virkede som en fugls vinger, og bragte ham sikkert ned på jorden igen.
Dokumenter fra middelalderen fortæller om den Andalusiske araber og opfinder, Armen Firman, som angiveligt i år 852, iført en stor kappe der var afstivet med et skelet af træ, hoppede ud fra et tårn i Córdoba i Spanien. Hensigten med forsøget havde været at glide gennem luften om en fugl, men forsøget mislykkedes, og han faldt i stedet mod jorden. Kappen sagtnede dog faldet tilstrækkeligt til, at Armen Firman slap med mindre skader.
Et tilsvarende mislykket forsøg på at flyve, der endte med at blive et tidligt faldskærmsudspring stod den arabiske videnskabsmand, Abbas Ibn Firnas, for omkring år 875, da han var 65 år gammel. I lighed med Armen Firman boede og arbejdede også han i Córdoba, og han havde overværet Armen Firmans forsøg på at flyve 23 år tidligere. Han byggede en konstruktion med fuglefjer på en træramme, og efter et angiveligt vellykket forsøg på at svæve, gik det galt, da han ville gentage forsøget foran byens befolkning. Efter at have svævet nogle få øjeblikke, faldt også han mod jorden. Men igen havde en menneskeskabt konstruktion taget så meget fart af et fald gennem luften, at også Abbas Ibn Firnas slap med mindre skader.
Kilder i de historiske arkiver i Beijing i Kina antyder, at faldskærmslignende konstruktioner blev benyttet i Kina allerede i det 12. århundrede i forbindelse med cirkus-optrædener, der blev arrangeret for at underholde gæster ved det kejserlige hof. Den amerikanske professor i middelalderhistorie ved Princeton University i Stanford, Lynn White, (1907-1987), har fundet unavngivne dokumenter fra ca. 1470, der beskriver princippet bag to forskellige faldskærmstyper.

### Begyndelsen til den moderne faldskærm
Den tidligste kendte billeddokumentation af en faldskærm er fra 1514, og stammer fra en af Leonardo da Vincis skitsebøger. Det viser en pyramideformet konstruktion, hvor stof er spændt ud over en stiv træramme. Under skærmen hænger en mand. Skærmen minder om den ene af de typer, Lyn White omtaler fra sine fund. Angiveligt skulle den kunne benyttes ved udspring fra tårne eller brændende bygninger uden alt for stor risiko for liv og lemmer, når der ikke fandtes andre flugtmuligheder. Der findes ingen dokumentation for, at Leonardo da Vinci nogensinde byggede faldskærmen.
Den næste kendte omtale af en faldskærm er fra 1595. I bogen Machinae novae finder man en tegning, udført af den ungarske matematiker Faust Vrančić, der boede i Italien. Han havde studeret Leonardo da Vincis tegninger og skitser, og besluttede at selv opfinde en brugbar faldskærm. Faldskærmen kaldte han Homo Volans – det flyvende menneske. I 1617 fortæller han, at han har haft flere vellykkede spring med faldskærmen fra et tårn i Venedig. Ingen af disse spring blev dog dokumenteret af andre.

### Spring fra varmluftsballoner
Ballonfarerne og brødrene, Joseph Michel og Jacques-Étienne Montgolfier, fra Frankrig er de næste pionerer i udviklingen af faldskærmen. I 1783 står de ikke bare bag de første bemandede flyvninger med deres opfindelse, varmluftsballonen, de havde også held med at kaste forskellige dyr ud med faldskærm fra den. Senere havde de selv vellykkede forsøg som faldskærmsudspringere.
Efter først at have forsøgt sig med en faldskærmslignende konstruktion, der bestod af to ombyggede paraplyer, ved udspring fra et træ, hoppede franskmanden Louis-Sébastian Lenormand den 26. december, 1783, ud fra et tårn ved observatoriet i Montpellier med en faldskærm, der havde en diameter på 14 fod, og som var bygget op på en stiv ramme af træ. Han regnes for den første, der har foretaget et bevidnet spring med en faldskærm. Blandt de mange tilskuere til springet var også Joseph Michel Montgolfier. Louis-Sébastien Lenormand er også ophavsmanden til til navnet parachute, der er det franske og det engelske ord for en faldskærm.
Det første kendte eksempel på, at en faldskærm har reddet liv i forbindelse med en ulykke, har man med Jean-Pierre Blanchard, hvis varmluftsballon eksploderede i luften under en flyvning i 1785. Pierre Blanchard kastede sig ud fra ballonen, og hans faldskærm bragte ham sikkert ned på jorden igen. Pierre Blanchard eksperimenterede med faldskærme af foldbart silke, der viste sig overlegent på grund af silkens lette vægt og store styrke. Indtil da havde alle faldskærme været stive konstruktioner af træ, der var overtrukne med linned.
Det første dokumenterede spring med en foldbar faldskærm af silke, stammer fra den 22. oktober 1797, og tilskrives André-Jacques Garnerin med et spring fra ca. 1 kilometers højde over Parc Monceau i Paris. Det var dog ikke en helt almindelig faldskærm. Den var påmonteret den kurv, der hang under varmluftsballonen. Da André-Jacques Garnerin havde nået sin højde, frigjorde han ballonen, og stadig stående i kurven dalede han mod jorden. Et andet af hans spring, der blev foretaget fra ca. 2,5 kilometers højde, blev overværet af den franske astronom Joseph de Lalandes. Da faldskærmen foldede sig ud forårsagede det kraftige pendullignende svingninger og gyngninger i kurven. Joseph de Lalandes foreslog derfor, at André-Jacques Garnerin skulle lave et hul i toppen af skærmen for at udjævne trykforskellen og derved mindske disse svingninger. I dag er dette hul en fast del af de runde kuppelformede faldskærme. I 1802 blev André-Jacques Garnerin den første, der udførte et faldskærmsspring i England.
André-Jacques Garnerins kone, Jeanne-Genevieve Garnerin, blev i 1799 den første kvinde, at springe ud med en faldskærm, og hans niece, Elisa, foretog mellem 1815 og 1836 ca. 40 faldskærmsudspring.
I begyndelsen af 1800-tallet blev udspring med faldskærm hovedsageligt benyttet som festligt indslag ved folkefester og af vovehalse. Akrobater kunne ses udføre sine øvelser fra en trapez, der var monteret under en faldskærm. Disse faldskærme hang på siden af en varmluftsballon, og blev frigjort ved hjælp af en udløserline, når en person hoppede ud fra kurven under ballonen.
Den 24. juli 1837, blev Robert Cocking det første dokumenterede dødsoffer i faldskærmens historie ved et forsøg over Vauxhall Gardens i London. Robert Cocking havde set André-Jacques Garnerin udføre det første faldskærmsspring i England i 1802, og havde længe arbejdet på at forbedre faldskærmen. Med udgangspunkt i Sir George Cayleys skrift, "On Aerial Navigation", konstruerede han en slags omvendt faldskærm, hvor den kegleformede skærm vendte modsat de normale faldskærme. Teorien var, at den form ville være mere stabil end den paraplyformede faldskærm, der jo havde en tendens til at svinge og gynge. Springet blev foretaget fra ca. 1,5 kilometers højde foran en større menneskemængde. Robert Cocking havde ikke taget højde for konstruktionens egen vægt, og efter nogle få sekunders fald, vendte den vrangen ud på sig selv, faldt fra hinanden og styrtede mod jorden. Robert Cocking døde på stedet. Den ulykke gav en vis modvilje mod brugen af faldskærme i England, og for en tid var de atter henvist til folkefester og cirkusforestillinger.
I San Francisco blev kaptajn Thomas Scott Baldwin den 30. januar 1885, den første amerikaner, der sprang ud i faldskærm fra en varmluftsballon. Han foretog efterfølgende flere spring. Thomas Scott Baldwin udviklede i 1887 et bedre seletøj til faldskærmen, og er i USA kendt som Father of the Modern Parachute . Russeren Gleb Yevgeniyevich Kotelnikov krediteres for den første faldskærm, som kunne opbevares i en rygsæk – den såkaldte bag. Denne blev senere videreudviklet af Paul Letterman og Kathchen Paulus. Kathchen Paulus stod også for en ny milepæl i faldskærmens historie. Ved et spring klappede hendes skærm sammen, men blev frigjort og udløste samtidigt en reserveskærm. Det var første gang, man så en reserveskærm hos en faldskærmsudspringer.

### Faldskærmen i flyvemaskinens tidsalder
Med flyvemaskinen træder faldskærmen ind i en ny tidsalder. Æren for at være den første, der er noteret for et spring fra en flyvemaskine, tilkommer Gary Morton. I 1911 sprang han ud fra et fly over Venice Beach, Californien, med en sammenfoldet silkeskærm, han holdt i sine arme, og gav slip på, da han forlod flyet. Året efter sprang Kaptajn Albert Berry ud over St. Louis med en 36 fods faldskærm, der var pakket ind i en metalbeholder, som var monteret på undersiden af flyets skrog. Faldskærmen havde en trapez, som Albert Berry kunne hænge i, mens han dalede mod jorden.
Italieneren Pino stod i 1911 bag den første deciderede pilotskærm – en såkaldt vindposeskærm. På pilotens hjelm var der monteret en lille skærm med en stiv ramme. Når man sprang ud fra et fly, ville denne skærm som følge af vindstrømmen rykke hjelmen af piloten og dermed udløse selve faldskærmen via en udløserandordning.
Den 21. juni 1913 blev Georgia Tiny Broadwick den første kvinde, at foretage et faldskærmsudspring fra et fly. Hun tildeles også æren, for at have foretaget det første fritfaldsspring. Indtil da, havde alle spring været foretaget med skærme, der blev udløst straks ved springet, og som derved straks foldede sig ud. Et fritfaldsspring foregår ved, at udspringeren lader sig falde i et længere tidsrum, inden skærmen udløses. Georgia Broadwicks spring var vellykket, om end det skyldtes en fejl. Hendes udløserline havde viklet sig ind i stellet på flyets underside, hvorefter hun skar sig fri og sprang. På vej mod jorden udløste hun selv sin faldskærm.
Militæret stillede sig alligevel tvivlende til, om det menneskelige legeme generelt kunne tåle et frit fald i mere end nogle få sekunder, inden man ville få et black out. Først i 1919 forsvandt denne skepsis, da Leslie Irvin og Floyd Smith udførte en række fritfaldsspring ved et træningscenter ved Wright Field i Ohio, der blev grundlagt i 1917. De udviklede også den udløserline til manuel skærmudløsning, der med tiden skulle blive standard på faldskærmen.
En af de danske faldskærmspionere var skuespilleren og luftakrobaten, Emilie Sannom, (1886-1931). Allerede i 1918 begyndte hun at tage flyveundervisning, men skønt hun aldrig fik sit certifikat, afholdt det hende ikke fra at flyve, hvis lejligheden bød sig. I Italien indspillede Emilie Sannom i 1922 filmen La fanciulla dell'aria (da. Luftens Herskerinde), hvor hun udførte luftakrobatik, der vakte stor opsigt. Senere gav hun rundt om i Danmark opvisning i luftakrobatik, der altid afsluttedes med et faldskærmsudspring, hvor skærmen blev udløst i sidste øjeblik. Den 30. august 1931, gav hun opvisning i Grenå. Til lejligheden havde Emilie Sannom fået en ny type faldskærm med en anderledes udløsermekanisme end den, hun var vant til at bruge. Faldskærmen udløstes aldrig, og Emilie Sannom styrtede 600 meter mod jorden og blev dræbt på stedet. På hendes gravsten står nogle linjer fra et digt, forfatteren og digteren Tom Kristensen (forfatter) skrev til hendes minde:
"Frygten for Døden var ikke saa stor,
større var Frygten for Livet paa Jord."
En anden kendt samtidig dansk faldskærmsudspringer var John Tranum, (1903-1935). Som luftakrobat, stuntman og faldskærmsudspringer var han en af tidens kendte vovehalse, der foretog mange opvisningsspring. Den 7. marts 1935, forsøger han at slå verdensrekorden i udspring med et spring fra 10 kilometers højde. Da hans maskine befinder sig i otte kilometers højde over Sorø, synker John Tranum sammen, og rammes af hjertelammelse på grund af iltmangel, og dør.

## Faldskærmens udvikling
Hvis man ser bort fra de første faldskærmskonstruktioner med stive trærammer, betrukket med stof, der med større eller mindre held blev benyttet af de første faldskærmspionere, har udviklingen af de senere faldskærme ført til to typer, den runde og den firkantede, med hver sine forskellige egenskaber og dermed også anvendelsesområder.

### Den runde faldskærm
Den runde, kuppelformede faldskærm har stort set kun som formål at bremse en genstands eller et menneskes vertikale fald mod jorden uden at yde fremdrift, og har derfor hovedsageligt tre anvendelsesområder:
- Militæret benytter dem til at landsætte tropper, materiel, våben og forsyninger fra luften
- De bruges som redningsudstyr for piloter, enten som en personlig faldskærm i en bag eller som en del af flyets katapultsæde.
- Ved nedkastning af for eksempel nødhjælp til krigshærgede eller sultramte områder.

Da disse faldskærme ikke benyttes til fritfaldsspring, har de ikke en pilotskærm, men udløses ved hjælp af en staticline der er fastgjort til luftfartøjet. Dette gælder dog ikke for katapultsæder, der har en automatisk udløseranordning, samt en pilots eventuelle personlige faldskærm, der udløses, efter at han er sprunget ud fra sit luftfartøj.
De runde faldskærme er typisk lavet af trekantede stykker af enkeltlags kunststof, der er syet sammen, så de danner den cirkelrunde, kuppelformede skærm. Den runde faldskærm giver ikke samme mulighed for kontrol og styring, som de firkantede faldskærme kan tilbyde. Men med et antal åbninger i faldskærmens bagside, der tillader luft at slippe ud fra kuppelen, hvilket giver skærmen en vis fremdrift, har udspringeren mulighed for en, om end begrænset, kontrol over den.
De faldskærme der udelukkende benyttes ved nedkastning af dødt gods, har ikke disse åbninger.
De runde faldskærme har en tendens til at lade udspringeren eller godset svinge eller gynge som et pendul. Denne bi-effekt blev dog minimeret, da man fandt på at lave et cirkelformet hul i toppen af skærmen, hvor en luftstrøm kunne slippe ud.
Fotografiet til højre viser en amerikansk faldskærmssoldat med en rund, kuppelformet faldskærm af typen MC1-1C. Bemærk åbningerne på faldskærmens bagside, gennem hvilke luft kan strømme ud.

### Den firkantede faldskærm
Den firkantede faldskærm, der kom frem i løbet af 1970'erne, giver udspringeren en helt anderledes kontrol og styring, der minder om den, man oplever ved paragliding. Den firkantede faldskærm består at to stykker tyndt kunststof, med et antal vingeformede vægge mellem sig – som regel 7 eller 9 – der danner celler, som fyldes med luft under springet. Faldskærmens celler er åbne fortil og lukkede på bagsiden.
Disse faldskærme er meget manøvredygtige, og det aerodynamiske løft de producerer, giver dem en fremdrift, der kan nå op på typisk 20 meter pr. sekund. De firkantede faldskærme har et glidetal på ca. 1/3, hvilket betyder, at de glider tre meter frem, for hver meter de synker. Til sammenligning har en paraglider et glidetal på 1/7 og betydeligt flere celler.
Modsat de runde faldskærme udløses de firkantede skærme manuelt af udspringeren, eller ved hjælp af en mekanisk eller elektronisk anordning, der er indstillet til at udløse pilotskærmen ved en forudbestemt højde. 
De firkantede faldskærme har fundet stor anvendelse i bl.a. sportssammenhænge, og kan variere i størrelse og udseende alt efter, hvad de skal bruges til. Faldskærmen giver et mere behageligt fald, da udspringeren med en firkantet faldskærm ikke oplever fornemmelsen af at være et pendul. 

## Bemærkelsesværdige faldskærmsspring
- Den 10. maj 1941, sprang Rudolf Hess ud med en faldskærm fra sin Messerschmitt Bf 110 over Renfrewshire i Skotland, da han fløj til de britiske øer for at forhandle om en fred mellem England og Tyskland. Ved landingen brækkede han sin ankel. Han kom sig, men nogen fred fik han ikke. I stedet blev han arresteret, og efter Nürnbergprocessen tilbragte han resten af sit liv i Spandau-fængslet i Berlin.[10]
- Et af de mere spektakulære udspring med en faldskærm, stod den amerikanske pilot og officer Joseph Kittinger for, da han den 16. august 1960, som et led i Project Excelsior, sprang ud fra en højde af 31,3 kilometer. Iført en specialdesignet trykdragt, blev han med ballonen, Excelsior III, ført op gennem atmosfæren i en åben gondol, og efter 1 time og 31 minutter havde han nået ballonens maksimumhøjde. Her, i 70 graders kulde, ventede han 12 minutter, inden han sprang ud i verdensrummet. Efter 13 sekunders fald, udløstes hans pilotskærm, der havde en diameter på 1,8 meter, og stabiliserede hans fald, så han ikke gik ind i et ukontrollerbart spin. Efter yderligere 4 minutter og 36 sekunders fald i en højde af 5,3 kilometer, og med en fart af 988 kilometer i timen, åbnede hans hovedskærm med en diameter på 8,5 meter sig, og bragte ham sikkert ned til Jorden igen. Med dette spring, skrev Joseph Kittinger sig ind i historien, og han har stadig rekorden for det højeste udspring med en faldskærm og det længste frie fald, noget menneske har oplevet. Skønt han benyttede en pilotskærm, regnes den første del af hans fald alligevel som et fritfaldsspring.[11]
- Efter at Jurij Aleksejevič Gagarin den 12. april 1961, som det første menneske havde kredset om Jorden i en rumkapsel, der var sendt op med en løfteraket, Vostok 1, lod han sig skyde ud med en katapult fra sin kapsel i ca. 7 kilometers højde, og returnerede sikkert til Jorden med en faldskærm [12]. Dette udspring holdt Sovjetunionen længe hemmeligt, idet man ikke var sikker på, at Fédération Aéronautique Internationale ville anerkende Jurij Gagarins bedrift som fuldført, hvis han ikke befandt sig i kapslen, da den returnerede til Jorden igen.

## Andre betydninger af ordet
- Planten, Ceropegia sandersonii, der er en slyngplante med grønne stængler og aflange eller hjerteformede blade, og vokser i det sydlige Afrika, kaldes også faldskærm.
- En lille krave, oftest i læder, der sættes rundt om pungen i forbindelse med BDSM, omtales også som en faldskærm.
- På engelsk kan (gylden) faldskærm (golden parachute) også dække over en klausul i en ansættelseskontrakt, der garanterer en økonomisk kompensation, hvis ansættelseskontakten afbrydes af bestyrelsen (Termination). Dette er ikke det samme som et "gyldent håndtryk" der dækker bredere og også omfatter situationer, hvor medarbejderen går på pension osv.